# Les Voleurs
Les voleurs è un film del 1996 diretto da André Téchiné.
È stato presentato in concorso al 49º Festival di Cannes.

## Riconoscimenti
- National Board of Review Awards 1996
  - Nella lista dei migliori film stranieri
- Premi César 1997
  - Migliore promessa femminile (Laurence Côte)